# Bessemer Venture Partners
Bessemer Venture Partners (BVP) американская венчурная и частная инвестиционная компания, со штаб-квартирой в Сан-Франциско. Помимо США, у компании есть офисы в Индии, Израиле, Гонконге и Великобритании. В 2022 году журнал Venture Capital Journal присвоил ей 8-е место среди крупнейших венчурных компаний по объему привлеченных средств за последние пять лет.

## История
В 1911 году Генри Фиппс-младший (Henry Phipps Jr.), соучредитель Carnegie Steel, основал Bessemer Trust в Нью-Йорке для управления активами своей семьи.  В том же году он выделил Bessemer Securities в отдельную структуру с $20 млн под управлением, которая инвестировала в сделки венчурного капитала, публично торгуемые ценные бумаги и недвижимость.
В 1974 году Bessemer Trust открылась для сторонних инвесторов, хотя Bessemer Securities по-прежнему управляла только капиталом семьи Фиппс, что позволяло ей проводить более рискованные инвестиционные стратегии, такие как инвестиции в частные технологические и медицинские компании.
В 1975 году Bessemer Securities открыла офис в Кремниевой долине.
В 1970-х годах Bessemer Securities понесла значительные убытки из-за инвестиций в недвижимость.
В 1986 году под управлением Bessemer Securities находилось $950 млн, и она продолжала расширять свою инвестиционную команду, нанимая специалистов по венчурному капиталу.
В конечном итоге венчурное инвестиционное подразделение Bessemer Securities было выделено в отдельную компанию Bessemer Venture Partners. Bessemer Securities по-прежнему считается материнской компанией BVP, поскольку она обеспечивает финансирование и поддержку фирмы.
В 2000 году BVP начала инвестировать в регионы за пределами США, включая Индию, Израиль, Латинскую Америку и Европу. У компании также был офис в Китае, который был закрыт в 2006 году.
Примерно в этот период BVP создала на своем веб-сайте раздел под названием Anti-Portfolio, в котором содержится список крупных упущенных инвестиционных возможностей. В этот список вошли Apple Inc., eBay, Gateway, Inc. и Blue Nile.
В 2007 году BVP закрыла Bessemer Venture Partners VII, свой первый фонд, привлекший капитал от сторонних инвесторов.  До этого капитал предоставлялся только семьей Фиппс (Phipps) или компанией Bessemer Securities.
В 2021 году Bessemer Venture Partners (BVP) сформировала команду для работы с частными инвестициями, которая к сентябрю 2022 года была переименована в BVP Forge. Это подразделение закрыло свой первый фонд выкупа на $780 млн и параллельно анонсировало создание 12-го по счёту венчурного фонда для ранних стадий с объёмом $3,85 млрд.